# Pulau Mabul

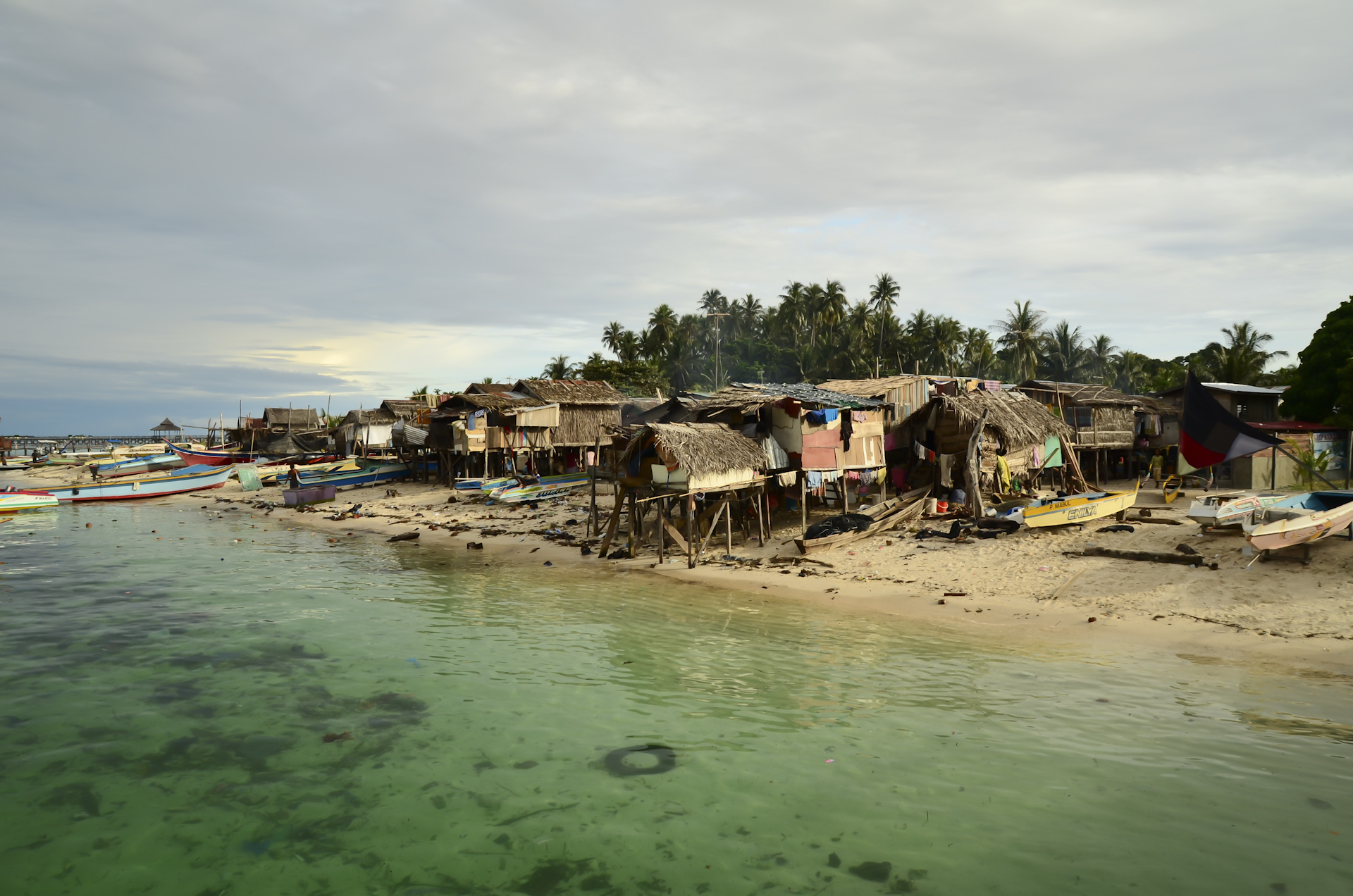
Mabul

Pulau Mabul is een klein eiland in de Celebeszee ten oosten van Tawau. 
Vanaf Semporna (vasteland) is het goed bereikbaar per boot. 
Het eiland is met name bekend als uitvalsbasis voor het duiken op Sipadan. 